# Castillo de Alpízar
El castillo de Alpízar es una antigua fortificación situada el municipio español de Paterna del Campo, en la provincia de Huelva. El recinto está protegido con la consideración de bien de interés cultural.

## Características
La construcción data de la primera mitad del siglo XIV, aunque el recinto ha sufrido diversas alteraciones desde mediados del siglo XIX en su transformación como cortijo, función que ejerce en la actualidad. El castillo consta de un patio de armas central y cuatro torreones en sus vértices. La puerta principal fue construida en 1863. La que antiguamente fue la puerta de entrada al cortijo se mantiene, en la actualidad, como puerta lateral; presenta un arco formado por doce dovelas laterales.